# Liste der Wahlbezirke im Kronland Tirol
Diese Liste der Wahlbezirke in Tirol listet alle Wahlbezirke im Kronland Tirol für die Wahlen des Österreichischen Abgeordnetenhauses auf. Die Wahlbezirke bestanden zwischen 1907 und 1918.

## Geschichte
Nachdem der Reichsrat im Herbst 1906 das allgemeine, gleiche, geheime und direkte Männerwahlrecht beschlossen hatte, wurde mit 26. Jänner 1907 die große Wahlrechtsreform durch Sanktionierung von Kaiser Franz Joseph I. gültig. Mit der neuen Reichsratswahlordnung schuf man insgesamt 480 Wahlbezirke mit in der Regel je einem zu wählenden Abgeordneten, der durch Direktwahl mit allfälliger Stichwahl bestimmt wurde. In Tirol hatten vor der Abschaffung des Klassenwahlrechts 21 Wahlkreise bestanden, wobei die Landgemeinden acht Abgeordnete, die Städte (gemeinsam mit den Handels- und Gewerbekammern Innsbruck, Bozen und Roverto) und die Großgrundbesitzer je fünf Abgeordnete und die Allgemeine Wählerklasse drei Abgeordnete entsandten.
Mit der Einführung des allgemeinen Männerwahlrechts wurden in Tirol 25 Wahlbezirke geschaffen, die sich auf sieben sogenannten Städtewahlkreise und 18 Landgemeindenwahlkreise verteilten. Neben den zwei Städtewahlkreisen für Innsbruck seine direkte Umgebungen sowie einem Städtewahlkreis für Trient bestanden vier weitere Städtewahlkreise, in denen die Wahlberechtigten einer Reihe von Städten, Märkten und Gemeinden zusammengefasst wurden. Die Landgemeindewahlkreise bestanden wiederum aus einer gewissen Anzahl von Gerichtsbezirken, von denen wiederum die Orte aus den Städtewahlkreisen sowie deutschsprachige Sprachinsel ausgenommen waren.

## Wahlbezirke
Die Tabelle enthält im Einzelnen folgende Informationen:
| Nr.:           | Nummer des Wahlkreises mit Link zum Wahlbezirksartikel |
| Wahlbezirktyp: | Angabe, ob es sich um einen Städtewahlkreis oder Landgemeindenwahlkreis handelt |
| Region:        | Städte oder Gerichtsbezirke, die zum Wahlbezirk gehören. Die Landgemeindewahlkreise umfassen die angegebenen Gerichtsbezirke ohne die in den Wahlbezirken 1 bis 6 enthaltenen Städte und Ortschaften. Von den mit „(O)“ gekennzeichneten Ortsbezeichnungen sind nur die genannte Ortschaft, nicht jedoch die ganze Gemeinde Teil des Wahlbezirks. |
| WB:            | Anzahl der Wahlberechtigten bei der Reichsratswahl 1911 |
| Partei 1907:   | Parteizugehörigkeit des Abgeordneten des Wahlbezirks bezogen auf die Reichsratswahl 1907 |
| Partei 1911:   | Parteizugehörigkeit des Abgeordneten des Wahlbezirks bezogen auf die Reichsratswahl 1911 CS=Christlichsoziale Partei, DFP=Deutschfreiheitliche Partei, SD=Sozialdemokratische Partei, ISD=Italienische Sozialdemokratische Partei, IL=Italienische Liberale Partei, TVP=Trentiner Volkspartei                                                     |

| Nr. | Wahlbezirktyp          | Region | WB     | Partei 1907 | Partei 1911 |
| --- | ---------------------- | --- | ------ | ----------- | ----------- |
| 1   | Stadtwahlkreis         | Innsbruck-Zentrum | 7.334  | DVP         | DVP         |
| 2   | Stadtwahlkreis         | Restliches Innsbruck mit Mühlau und Hötting                                                                                             | 5.731  | SD          | SD          |
| 3   | Stadtwahlkreis         | Kufstein, Kitzbühel, Hopfgarten, Rattenberg, Schwaz, Hall, Imst, Landeck, Telfs, Reutte, Vils                                           | 6.870  | CS          | DVP         |
| 4   | Stadtwahlkreis         | Lienz, Ampezzo, Bruneck, Brixen, Klausen, Innichen, Welsberg, Niederdorf, Toblach, Gossensaß, Sterzing, Gries, Zwölfmalgreien, Obermais | 9.456  | CS          | CS          |
| 5   | Stadtwahlkreis         | Bozen, Meran | 4.401  | DFP         | DFP         |
| 6   | Stadtwahlkreis         | Trient | 5.425  | ISD         | ISD         |
| 7   | Stadtwahlkreis         | Rovereto, Riva, Arco, Ala, Mori | 6.344  | IL          | IL          |
| 8   | Landgemeindenwahlkreis | Gerichtsbezirke Kufstein, Kitzbühel, Hopfgarten                                                                                         | 9.091  | CS          | CS          |
| 9   | Landgemeindenwahlkreis | Gerichtsbezirke Rattenberg, Schwaz, Fügen, Zell am Ziller,                                                                              | 8.212  | CS          | CS          |
| 10  | Landgemeindenwahlkreis | Gerichtsbezirke Innsbruck, Hall, Steinach, Mieders                                                                                      | 6.938  | CS          | CS          |
| 11  | Landgemeindenwahlkreis | Gerichtsbezirke Reutte, Silz, Telfs | 7.976  | CS          | CS          |
| 12  | Landgemeindenwahlkreis | Gerichtsbezirke Imst, Landeck, Ried, Nauders                                                                                            | 6.803  | CS          | CS          |
| 13  | Landgemeindenwahlkreis | Gerichtsbezirke Meran, Passeier, Schlanders, Glurns                                                                                     | 10.771 | CS          | CS          |
| 14  | Landgemeindenwahlkreis | Gerichtsbezirke Kaltern, Neumarkt sowie die Gemeinden Altrei, Truden, Laurein, St. Felix, Unsere Liebe Frau im Walde, Proveis           | 9.515  | CS          | CS          |
| 15  | Landgemeindenwahlkreis | Gerichtsbezirke Bozen, Sarnthal, Kastelruth                                                                                             | 7.191  | CS          | CS          |
| 16  | Landgemeindenwahlkreis | Gerichtsbezirke Brixen, Sterzing, Klausen                                                                                               | 6.738  | CS          | CS          |
| 17  | Landgemeindenwahlkreis | Gerichtsbezirke Bruneck, Taufers, Enneberg, Buchenstein, Welsberg                                                                       | 6.975  | CS          | CS          |
| 18  | Landgemeindenwahlkreis | Gerichtsbezirke Lienz, Windischmatrei, Sillian                                                                                          | 5.784  | CS          | CS          |
| 19  | Landgemeindenwahlkreis | Gerichtsbezirke Malè, Cles, Fondo (ohne die Gemeinden des Wahlbezirks Nr. 14)                                                           | 9.639  | TVP         | TVP         |
| 20  | Landgemeindenwahlkreis | Gerichtsbezirke Rovereto, Ala, Mori, Villa Lagarina                                                                                     | 11.573 | TVP         | TVP         |
| 21  | Landgemeindenwahlkreis | Gerichtsbezirke Borgo, Strigno, Levico                                                                                                  | 10.978 | TVP         | TVP         |
| 22  | Landgemeindenwahlkreis | Gerichtsbezirke Fassa, Primiero, Civezzano, Cavalese (ohne Altrei und Truden)                                                           | 10.496 | TVP         | TVP         |
| 23  | Landgemeindenwahlkreis | Gerichtsbezirke Trient, Stenico, Vezzano, Pergine                                                                                       | 11.925 | TVP         | TVP         |
| 24  | Landgemeindenwahlkreis | Gerichtsbezirke Condino, Tione, Val die Ledro, Riva, Arco                                                                               | 10.885 | TVP         | TVP         |
| 25  | Landgemeindenwahlkreis | Gerichtsbezirke Mezolombardo, Lavis, Cembra                                                                                             | 8.597  | TVP         | TVP         |